# Lirceus brachyurus
Lirceus brachyurus és una espècie de crustaci isòpode pertanyent a la família dels asèl·lids.

## Distribució geogràfica
Es troba a Nord-amèrica: Virgínia (els Estats Units).